# Eretmichthys
Eretmichthys is een monotypisch geslacht van straalvinnige vissen uit de familie van naaldvissen (Ophidiidae).

## Soort
- Eretmichthys pinnatus Garman, 1899